# Stuck in Love
Stuck in Love (Un invierno en la playa en España, Editando el amor en Hispanoamérica) es una película de drama, romance y partes de comedia estadounidense, dirigida y escrita por Josh Boone. La trama aborda temas como el amor y el desamor, la adaptación, impotencia y el miedo que afronta una familia comúnmente. Está protagonizada por Greg Kinnear, Jennifer Connelly, Lily Collins y Nat Wolff.

## Argumento
Will Borgens es un reconocido escritor divorciado, padre de Rusty, un adolescente poco popular, y su hija, Samantha, una joven adulta promiscua y racional, que no cree en el amor, y no ha perdonado a su madre por engañar a su padre. Ambos hijos fueron criados con la costumbre de escribir diarios y libros, algo que Samantha adopta como carrera profesional, y Rusty encuentra poco estimulante, pues no tiene inspiraciones en su vida cotidiana. La historia relata las vidas sociales y amorosas de los 3 personajes, cada una con sus particularidades: Will aún espera que su esposa vuelva, aunque ella está casada con otro hombre; Rusty se enamora de una compañera de escuela (Kate), quien es ciertamente popular y tiene un novio que la maltrata; por su parte, Samantha conoce a un joven romántico (Louis) que no acepta el cinismo de Samantha e intenta conquistarla.

## Reparto
- Greg Kinnear como Will Borgens.
- Lily Collins como Samantha Borgens.
- Nat Wolff como Rusty Borgens.
- Jennifer Connelly como Erica Borgens.
- Kristen Bell como Tricia Walcott, una amiga y vecina de Will.
- Logan Lerman como Louis, un joven escritor y amante de los libros.
- Liana Liberato como Kate, una adolescente con problemas de drogas.

## Críticas
Las críticas se contradicen entre los que la tratan como una película predecible y sencilla con los que ven una sutileza en los personajes y en los diálogos (a los cuales los consideran encajados y desarrollados).